# デタッチメント

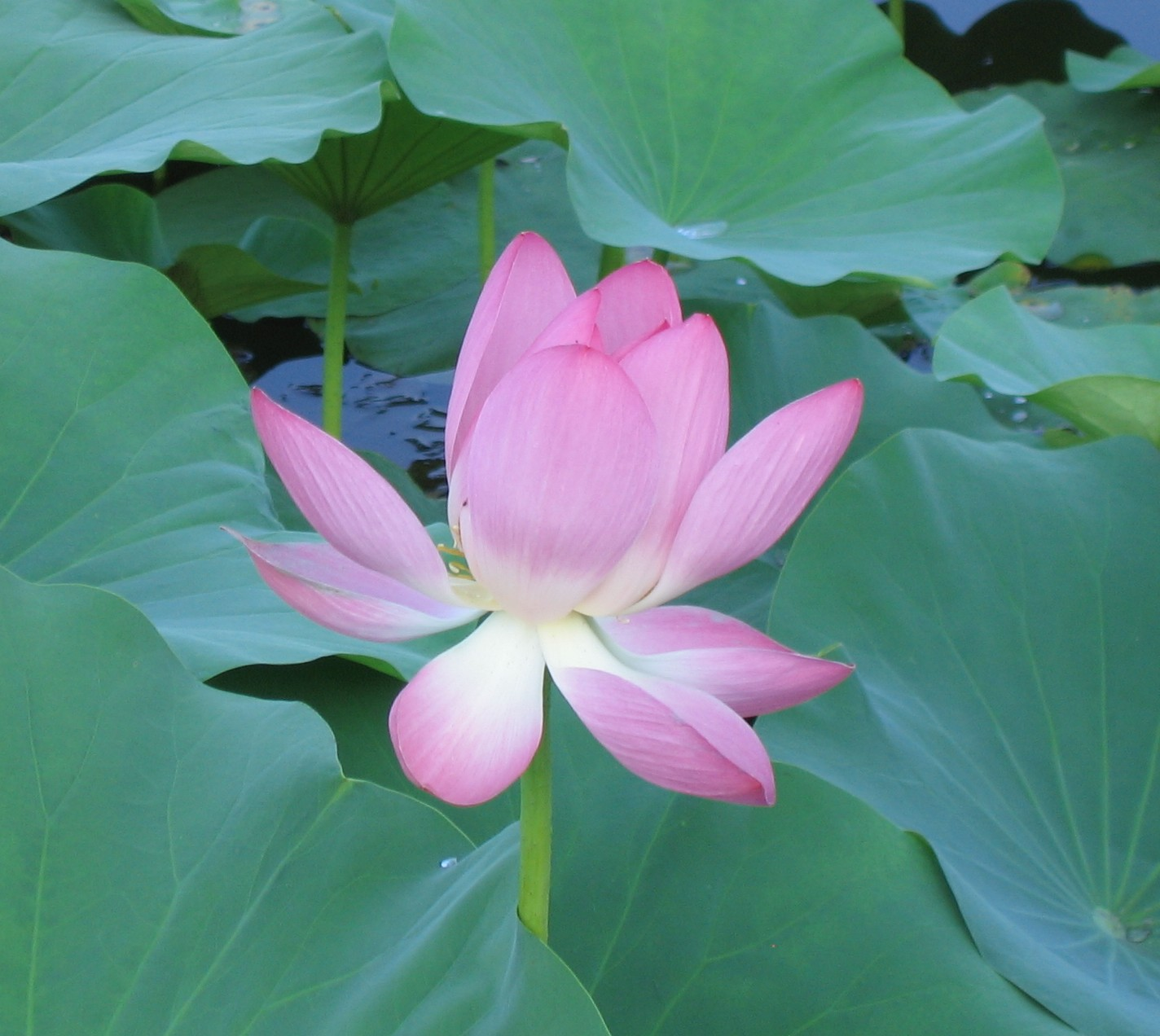
蓮は泥沼の上に舞い上がり、真っ白な花を咲かせる。そのためアジアでのいくつかの宗教ではデタッチメントの象徴とされている。

デタッチメント（英: Detachment）とは、 ノンアタッチメント（英: Non-attachment）ともされ、ヒトが世界における物事、人物、価値観などへの愛着欲求を克服し、それによってより高い視点を獲得するという概念である。

## 用語の重要性
仏教、ジャイナ教、ストア派、道教などにおいては、デタッチメントは欲望から解放され、それ故に苦しみから解脱するという、重要な原理及び理想として示されている。
これと反対の概念は、アタッチメント（attachment）である。アタッチメントであることは、デタッチメントを実践・包容できない状態であり、これは穏やかで充実した生活を送ることの主な障害と見なされている。
その他多くのスピリチュアルな伝統では、デタッチメントが欠如した状態を、欲求と個人的野心を源とする、絶え間ない心配事と安定の欠如とみなしている。

## 仏教
この言葉は具体的には「世界を捨てて聖なる生活を導く」「欲望、渇望、欲望（タンハー）からの自由」といった意味を伝えている。
すなわちデタッチメントとは、一つの考えから切り離されている状態であり、精神的・感情的にも害されないよう、一つの考え・意見から自分自身を切り離すことである。

## ジャイナ教
ジャイナ教においては、デタッチメントはアヒンサーと共に最高の理想の一つとされる。無所有とデタッチメントは、ジャイナ教倫理（mahāvrata）の一つであり、ジャイナ教僧侶の５つの誓いの一つである。